# Église de l'Assomption de Clelles
Pour les articles homonymes, voir Église de l'Assomption.
L'église de l'Assomption de Clelles est un édifice religieux situé dans le village de Clelles, dans le département français de l'Isère. L'édifice fait l'objet d'une inscription partielle au titre des monuments historiques.

## Localisation
L'église de l'Assomption est située dans le centre du village de Clelles, lui-même positionné dans la région naturelle du Trièves, dans la partie méridionale du département de l'Isère.

## Histoire

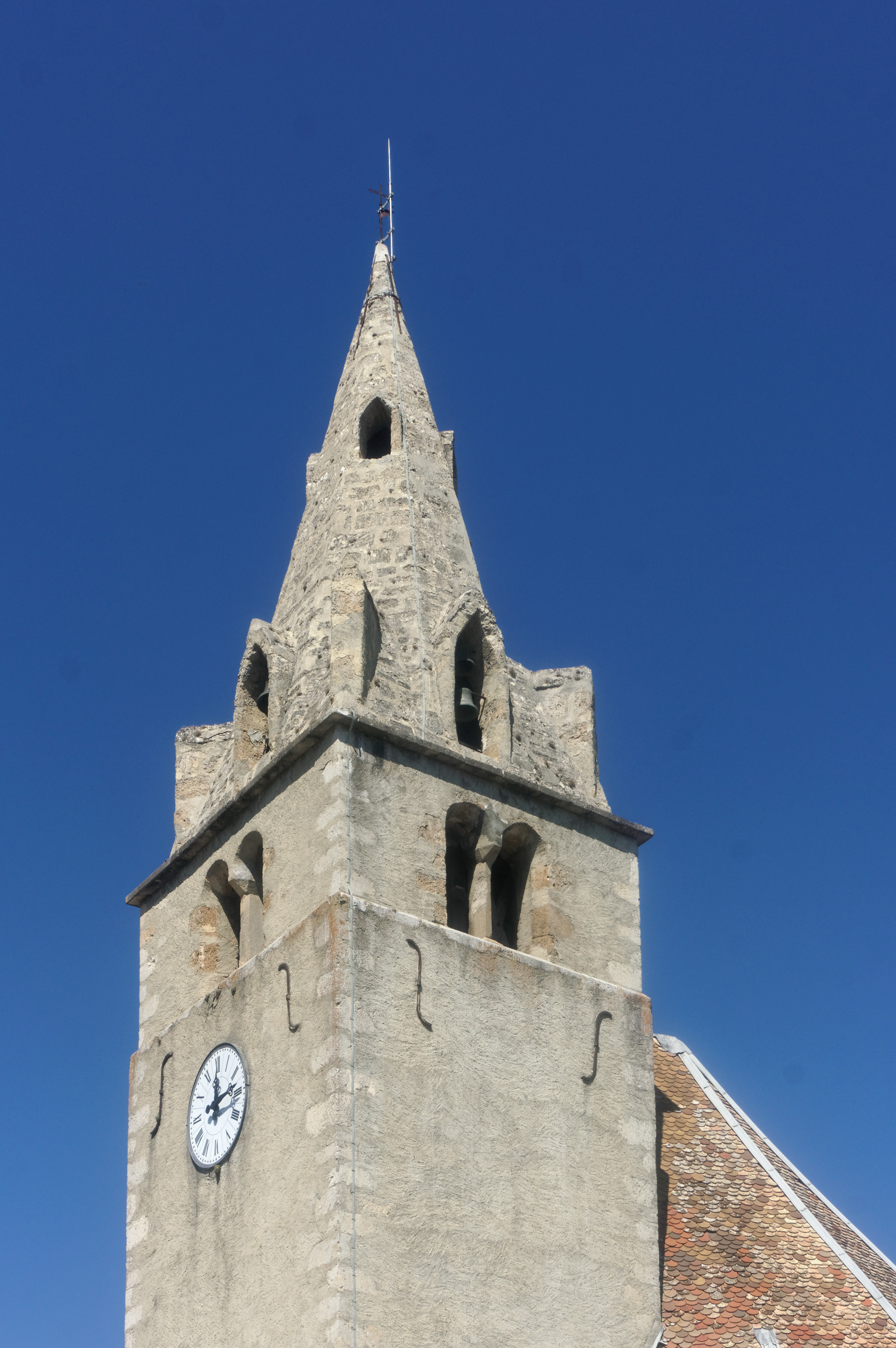
Clocher de l'église de Clelles

L'Eglise Sancta Maria de Claelis (dite de l'Assomption) est mentionnée dans une bulle pontificale de 1123 et dépendait alors du chapitre de la cathédrale de Die.
Cet édifice a été ensuite remaniée et l'état actuel date certainement du XVIIe siècle ou du XVIIIe siècle. Le clocher qui date du XVe siècle est inscrit au titre des Monuments Historiques. Une méridienne qui a été retrouvée récemment était autrefois fixée sur sa façade Sud de l'église.
Durant les guerres de religion en France, le bourg et l’église de Clelles furent respectés par les troupes d'un lieutenant Duc de Lesdiguières car les seigneurs de Clelles appartenaient probablement à la religion réformée. L'église fut également épargnée par le grand incendie de 1711 qui détruisit l'ensemble des maisons du bourg. L’église ne fut pas non plus dégradée durant la période révolutionnaire et le culte y fut célébré jusqu’au 7 Ventôse an II (février 1794).
Des travaux de rénovation ont été entrepris par le conseil municipal pour rénover le clocher de l'église, une cagnotte a été lancée en février 2024 afin de récolter 30 000 € de dons, sur les 150 000 € de travaux prévus afin de réparer et sécuriser le clocher et son carillon. La première tranche de travaux sur le clocher de l’église s'est terminée à la fin de cette même année.

## Architecture
Le clocher de l'église de l'Assomption renferme l'un des trois seuls carillons de l'Isère avec celui de l'église de Châtenay et celui de la basilique de La Salette, fait l'objet d'une inscription partielle au titre des monuments historiques par arrêté du 26 mai 1977.